# Grzymałka
Grzymałka – kolonia w Polsce, położona w województwie świętokrzyskim, w powiecie buskim, w gminie Tuczępy.
W latach 1975–1998 miejscowość administracyjnie należała do województwa kieleckiego.